# Milan Skating Hockey Club 1926
Questa pagina raccoglie le informazioni riguardanti il Milan Skating Hockey Club nelle competizioni ufficiali della stagione 1926.

## Rosa
| N° | Naz.              | Ruolo | Sportivo       |  |  |  |
| -- | ----------------- | ----- | -------------- |  |  |  |
|    | Italia (bandiera) | E     | Bortolini      |  |  |  |
|    | Italia (bandiera) | P     | Vittorio Mutti |  |  |  |
|    | Italia (bandiera) | E     | Fernando Pera  |  |  |  |
|    | Italia (bandiera) | E     | Pio Rasponi    |  |  |  |
|    | Italia (bandiera) | E     | Orazio Zorloni |  |  |  |

## Risultati

### Campionato italiano
| 1926 | Milan | ? – ? | Sempione |  |

| 1926 | Milan | ? – ? | Triestina |  |